# Jägerbataillon 19 (Bundesheer)
Das Jägerbataillon 19 (JgB 19) ist ein Jägerverband des österreichischen Bundesheeres. Das Bataillon ist in der Montecuccoli-Kaserne in Güssing, Burgenland, stationiert. Im Zuge der Bundesheerreform 2016 wurde das Bataillon dem Kommando Schnelle Einsätze unterstellt.

## Geschichte

### Traditionspflege
Wie viele andere Einheiten des Österreichischen Bundesheeres auch führt das Jägerbataillon 19 seine Traditionslinie auf ein Regiment der ehemaligen k.u.k Armee zurück. Da das Rekrutierungsgebiet des Bataillons das Südburgenland umfasst, wurde als Traditionsverband das K.u.k. Infanterieregiment „Freiherr von Schikofsky“ Nr. 83 gewählt. Zu dieser 1883 aufgestellten k.u.k Einheit, welche Standorte in Steinamanger, Komorn und Güns unterhielt, wurden viele Rekruten aus dem Gebiet des damaligen meist deutschsprachigen Westungarn einberufen, aus dem 1921 im Zuge der sogenannten Landnahme das heutige Burgenland entstand.
Als Traditionstag des Jägerbataillons 19 gilt der 6. Juli 1917. An diesem Tag wehrte das k.u.k. Infanterieregiment Nr. 83 in verlustreichen Kämpfen eine Offensive der Kaiserlich Russischen Armee bei Batkiw-Swyshen, knapp 90 km östlich von Lemberg gelegen, ab:

„Bei Batkow-Zwyzyn sind nachmittags mehrere gegen österreichisch-ungarische Truppen geführte Angriffe gescheitert. In tapferster Gegenwehr und in erbittertem Handgemenge haben das Györer Infanterieregiment Kaiser und König Karl Nr. 19 und das Szombathelyer Infanterieregiment Nr. 83 den Feind vollständig geworfen.“

Der letzte Kommandant des IR 83, Oberst des Generalstabes Josef Turba, diente auch als Namensgeber für den früheren Hauptstationierungsort des Jägerbataillons 19, der Turba-Kaserne in Pinkafeld. Turba genoss hohes Ansehen unter den Soldaten des Regiments, weil er es während der Piaveschlachten 1918 befehligte. Nach dem Waffenstillstand von Villa Giusti am 3. November 1918 gelang es dem Regimentskommandanten seine Einheit der drohenden italienischen Kriegsgefangenschaft zu entziehen und sie ohne größere Verluste in die westungarischen Friedensstandorte zurückzuführen, wo die Demobilisierung erfolgte.
Am 1. Juli 1934 wurde in Pinkafeld ein Denkmal enthüllt, das an das Infanterie-Regiment 83 und an das im Jänner 1918 aufgestellte Infanterie-Regiment 106 erinnerte. Das IR 106, für dessen Aufstellung zwei Bataillone des IR 83 verwendet wurde, kämpfte ebenfalls an der Piave und hatte mit Oberst Anton Freiherr von Lehár einen Kommandanten, der in den Nachkriegswirren bei der Entstehung des Burgenlandes eine bedeutende Rolle spielte.
Dieses Denkmal, das sich ursprünglich im sogenannten Rehpark südlich der ehemaligen Kaserne befand und in der Traditionspflege des Jägerbataillons 19 eine wichtige Rolle einnahm, musste 1995 auf das Kasernengelände verlegt werden. Als das Bundesheer 2014 die Turba-Kaserne zum Verkauf ausschrieb, weil durch den Neubau der Montecuccoli-Kaserne in Güssing die Standorte Pinkafeld und Oberwart aufgegeben werden sollten, gab es Überlegungen aus Traditionsgründen das Denkmal ebenfalls nach Güssing zu verlegen. Auf Wunsch der Stadtgemeinde Pinkafeld und des neuen Besitzers des ehemaligen Kasernengeländes verblieb es aber auf seinem Standort in Pinkafeld.

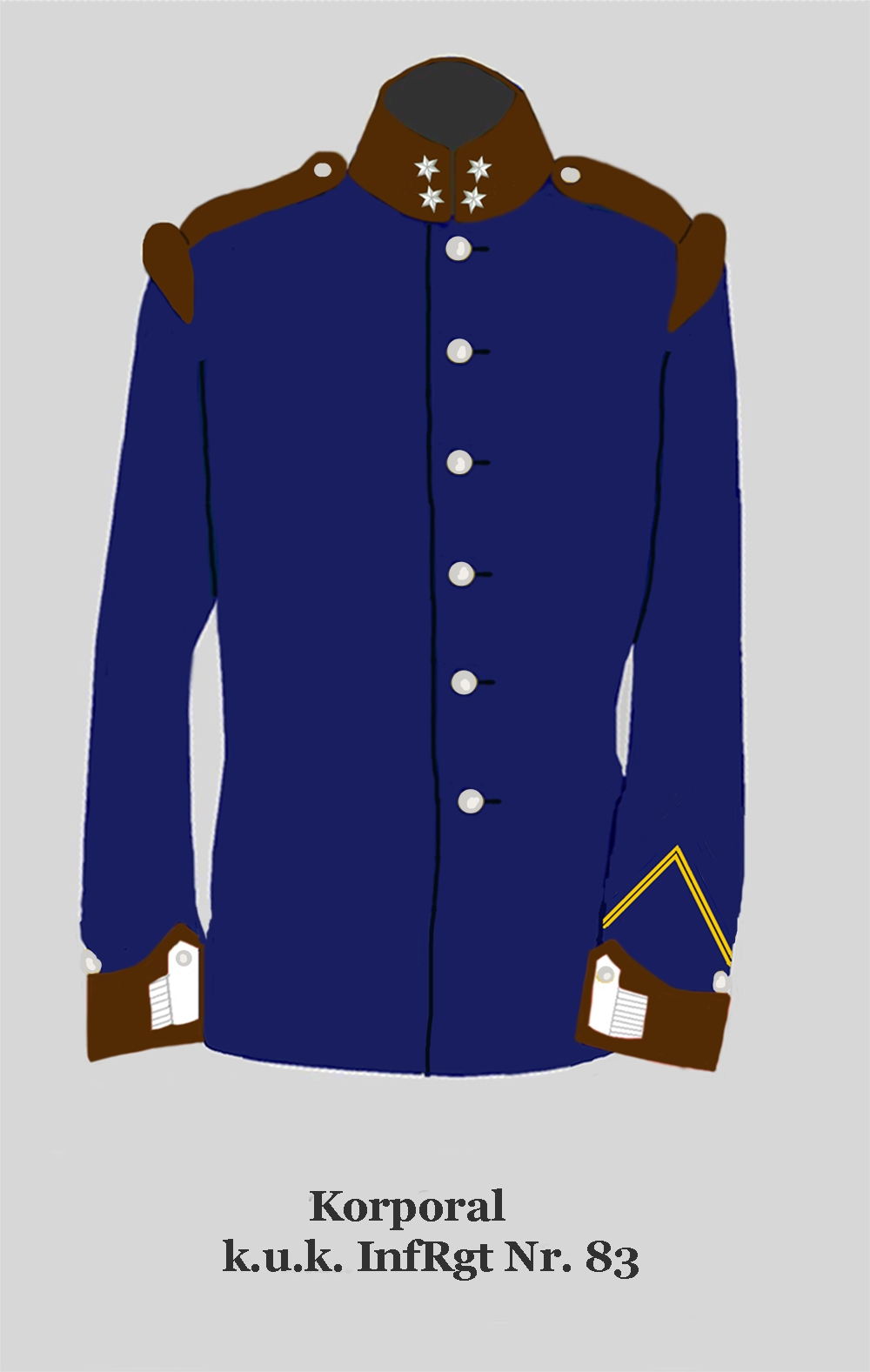
Uniform eines Korporals des k.u.k. Infanterieregiments „Freiherr von Schikofsky“ Nr. 83
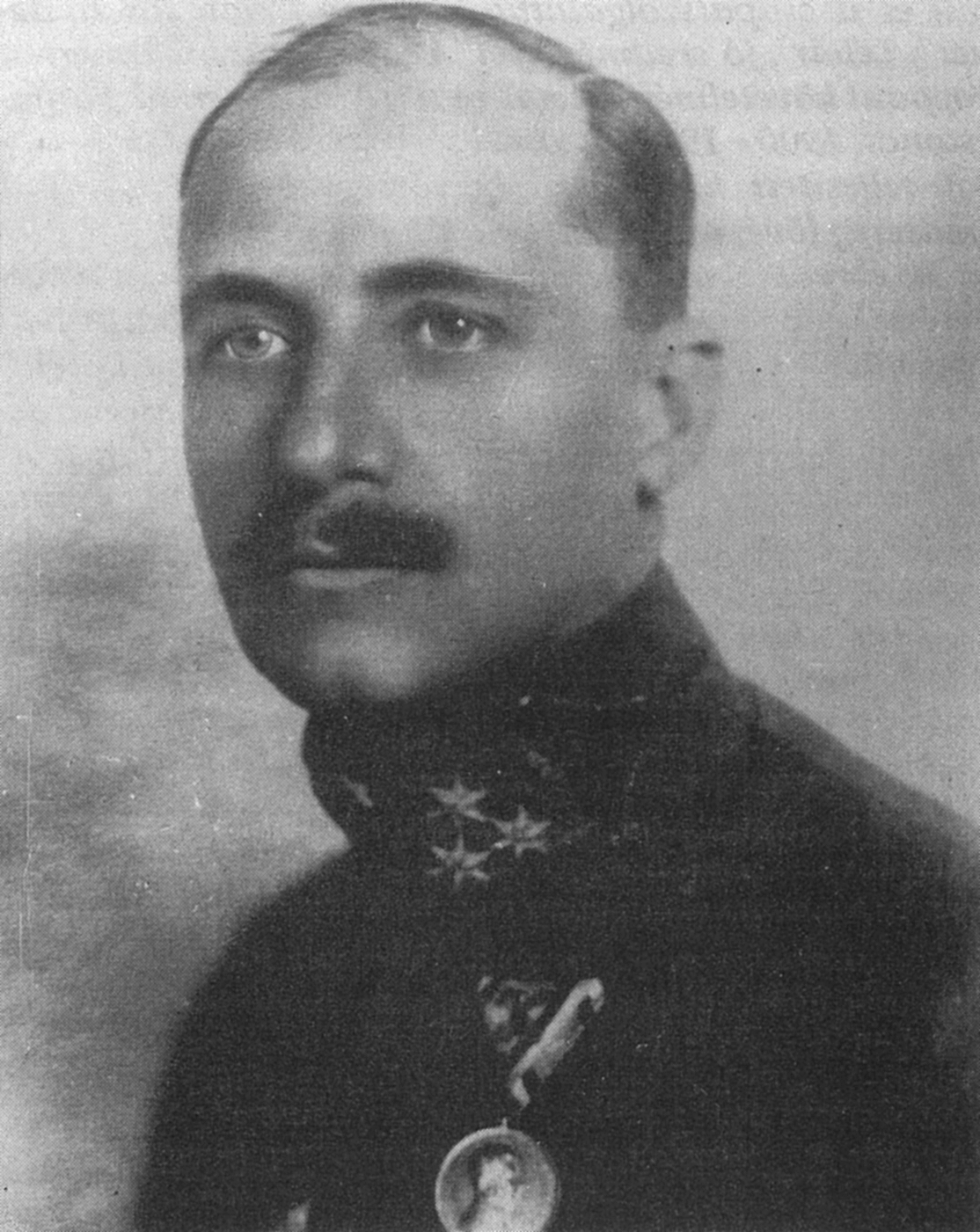
Anton Freiherr von Lehár, Kommandant des IR 106
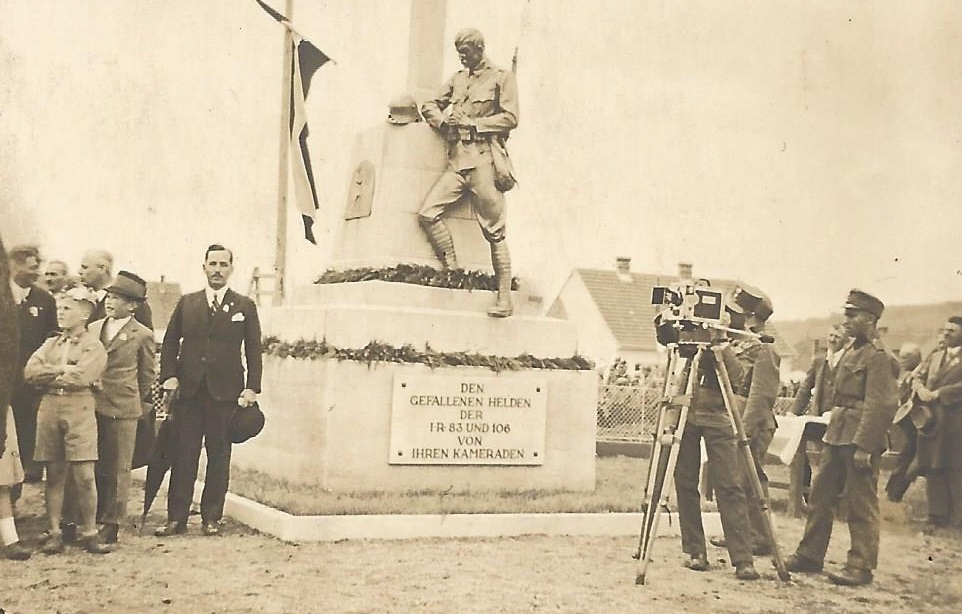
Enthüllung des Denkmals für die Soldaten der IR 83 und 106 am 1. Juli 1934 in Pinkafeld
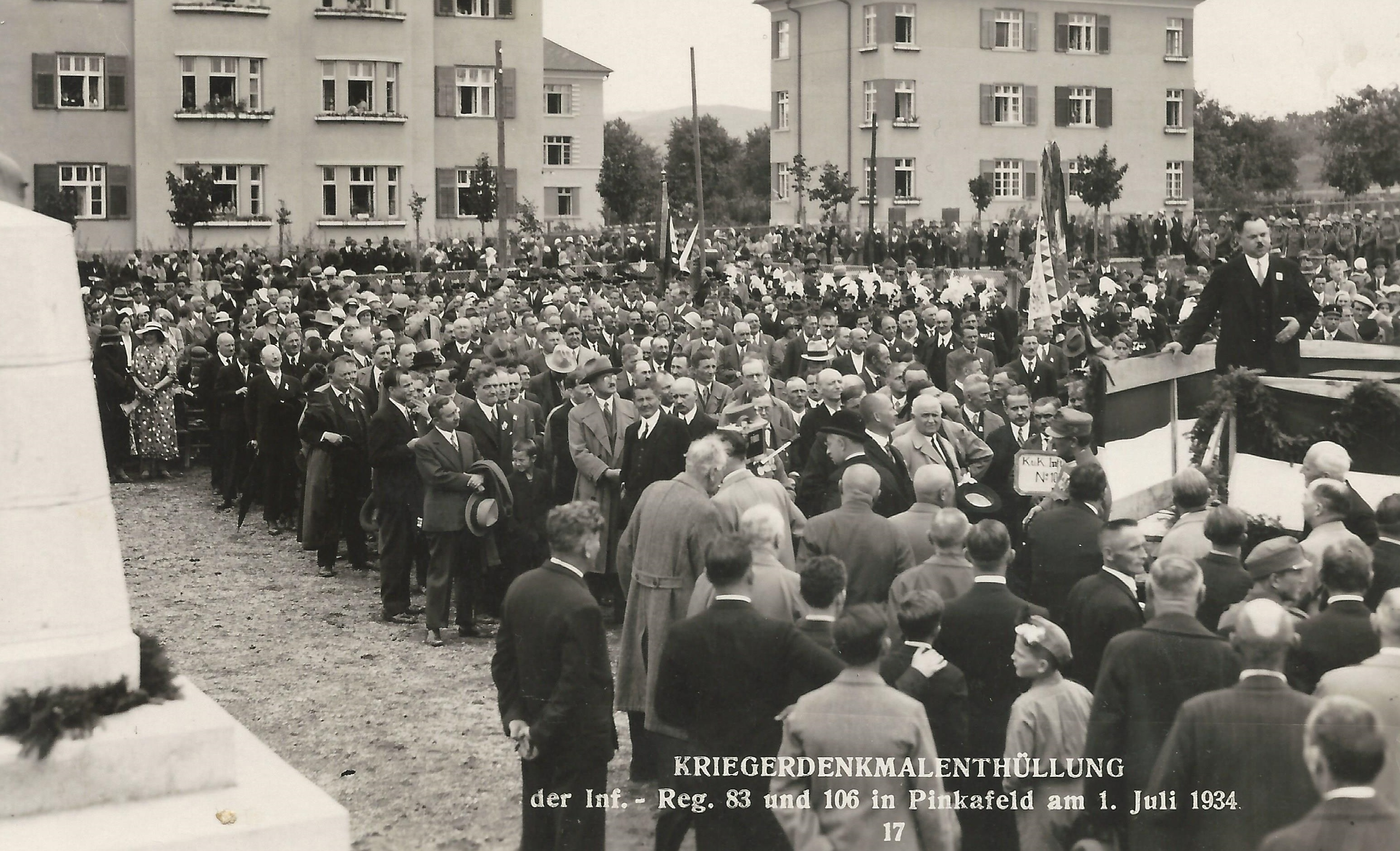
Die Denkmalenthüllung erfolgte unter großer Anteilnahme der Bevölkerung
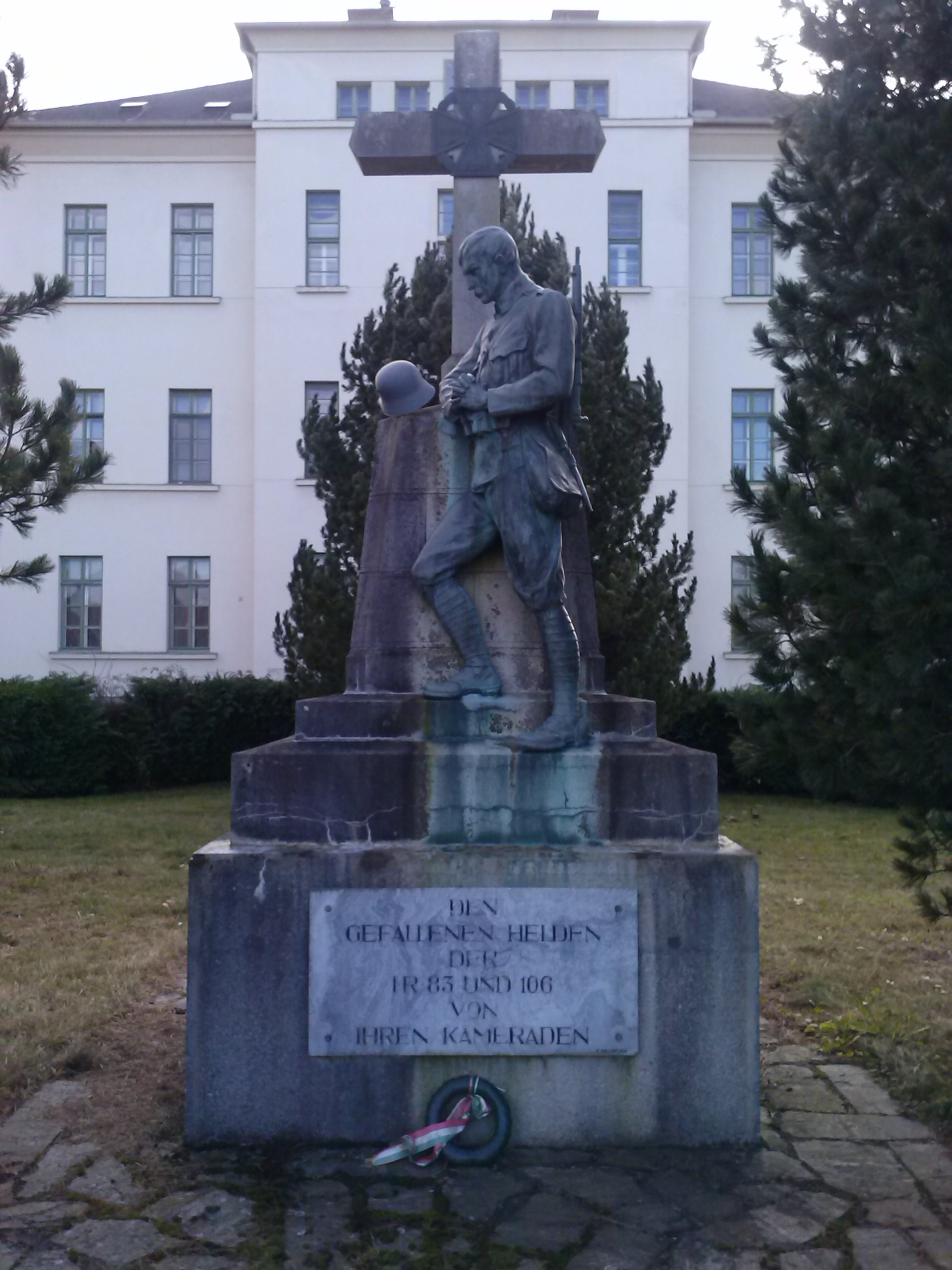
Der endgültige Standort des Denkmals auf dem Kasernengelände (2014)
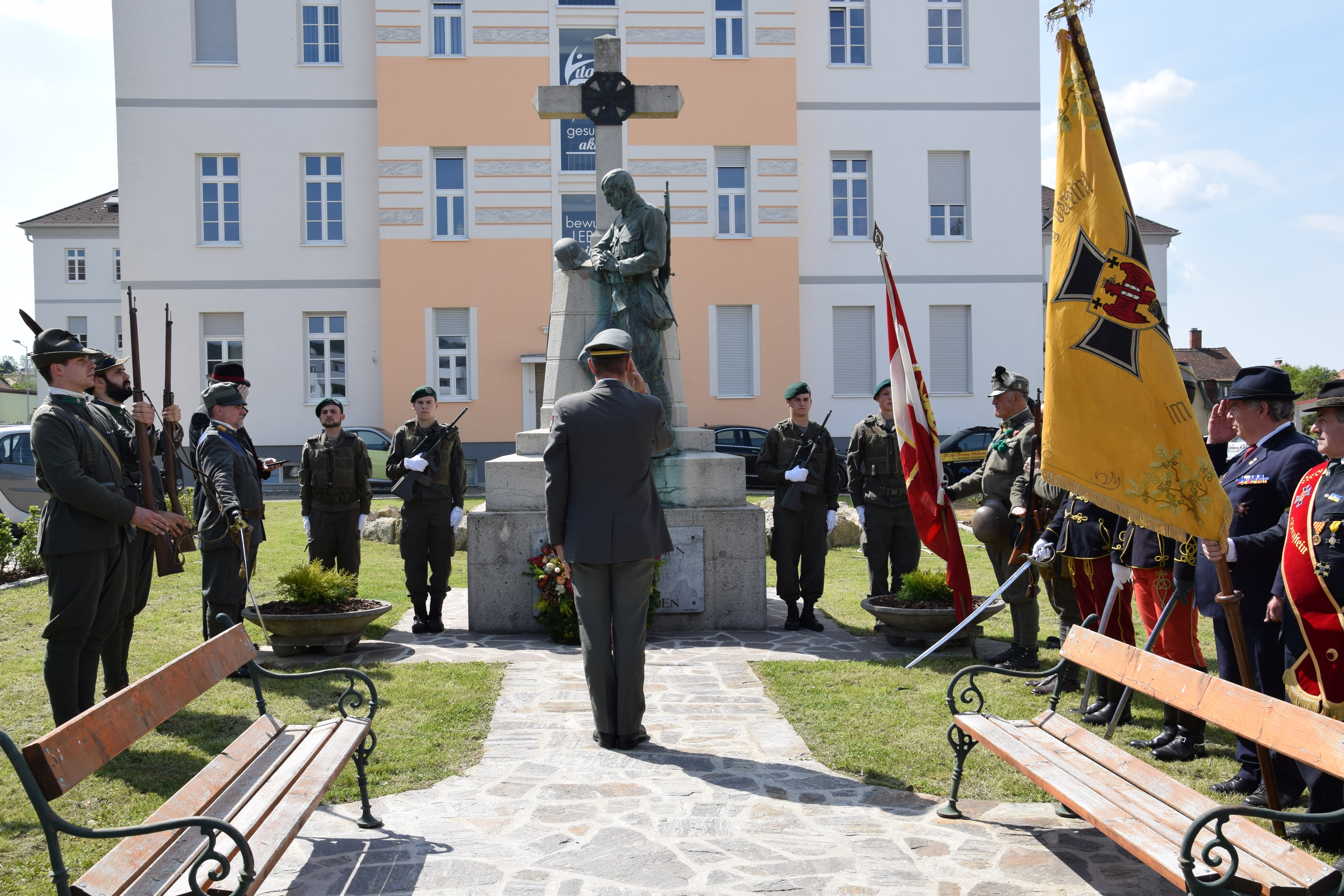
Denkmal im Jahr 2019, im Hintergrund das in ein Gesundheitszentrum umgebaute ehemalige Stabsgebäude

### 1. Republik und Zweiter Weltkrieg

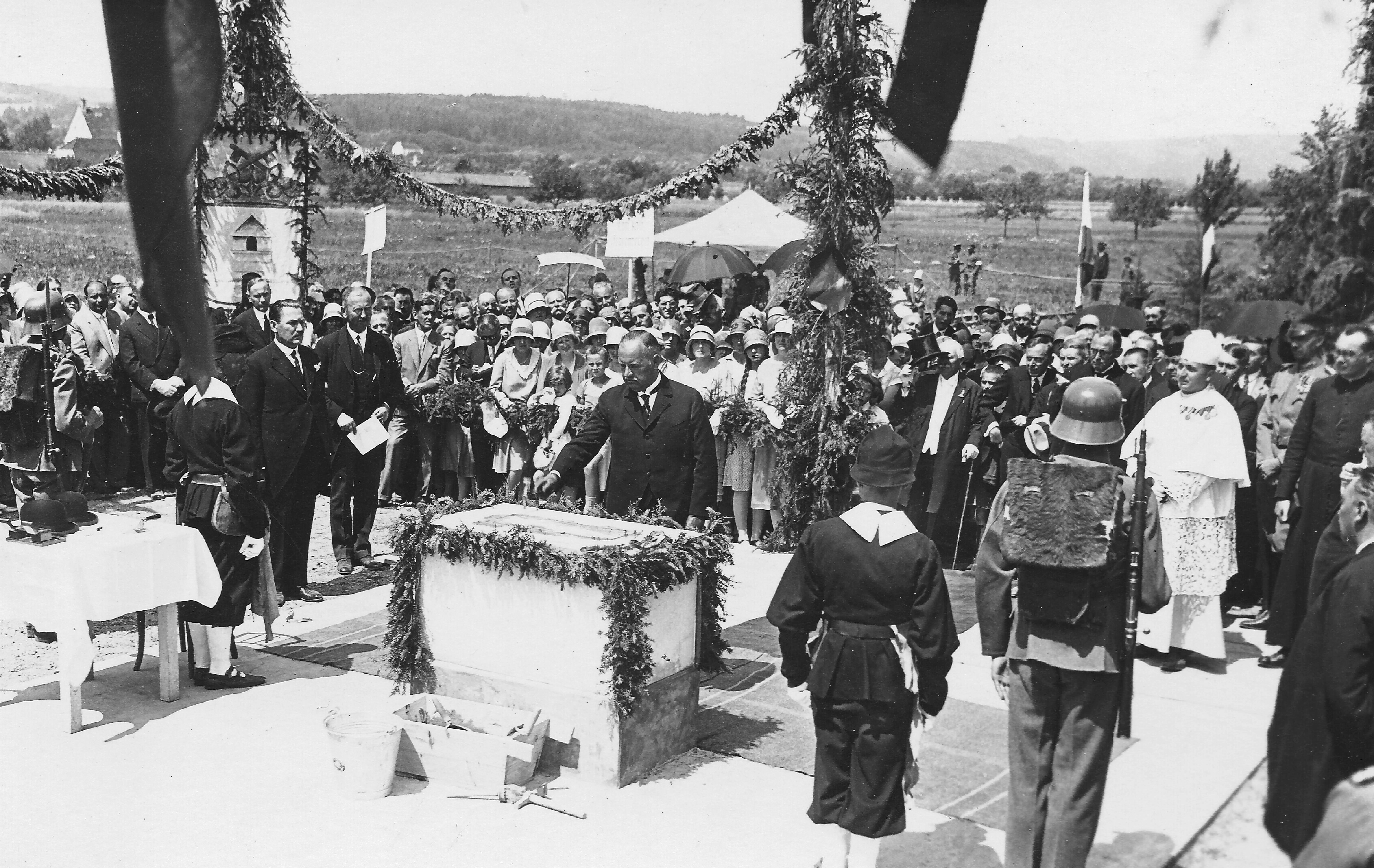
Verteidigungsminister Carl Vaugoin bei der Grundsteinlegung der Jägerkaserne Pinkafeld am 21. Juli 1929

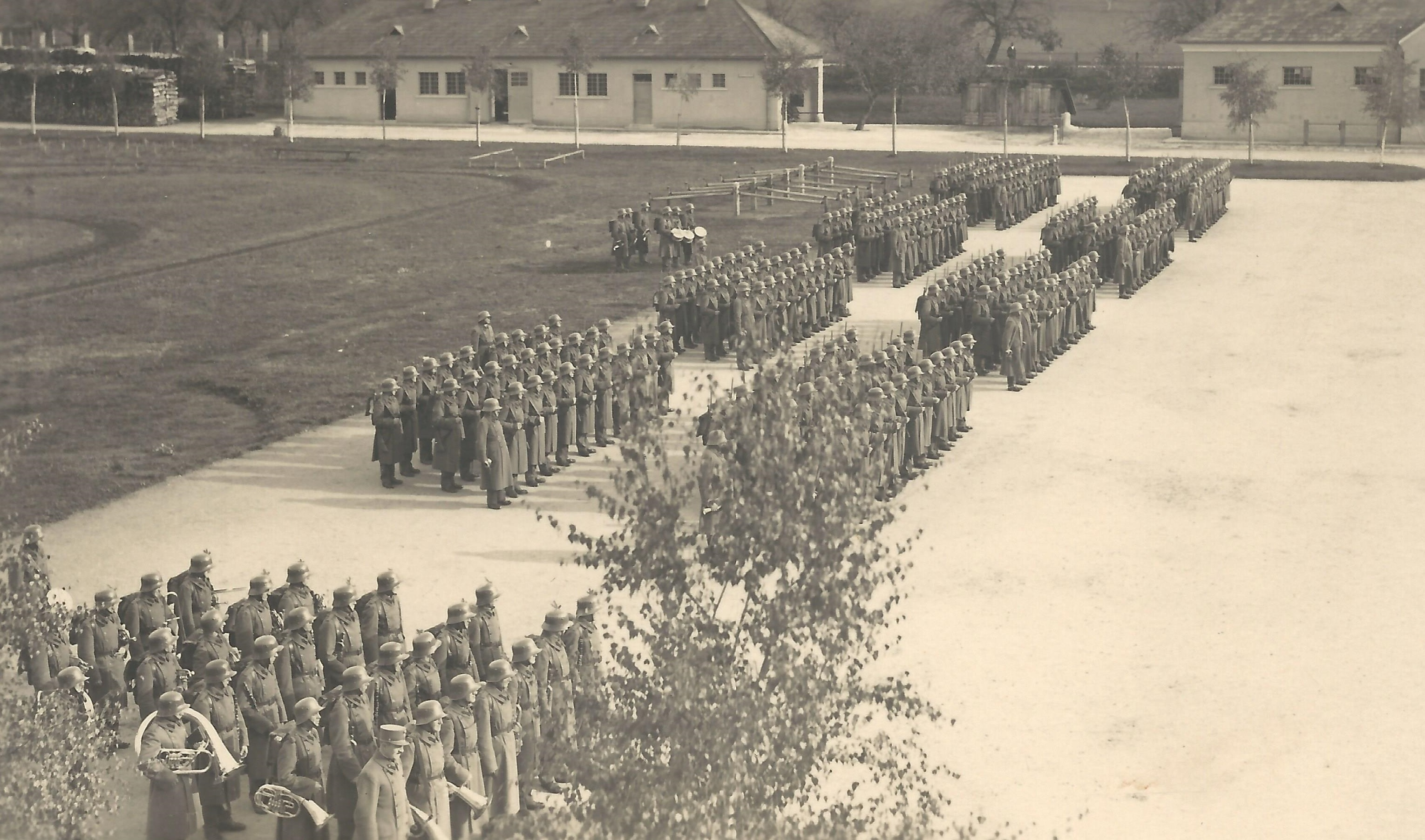
Das Feldjägerbataillon 2 setzte in der 1. Republik die Traditionslinie des IR 83 fort. (Kaserne Pinkafeld)

In den 1920er-Jahren waren im Süden des neuen Bundeslandes Burgenland aufgrund des Fehlens jeglicher Kaserneninfrastruktur keine Soldaten stationiert. Dies änderte sich erst durch den Bau der sogenannten „Jägerkaserne Pinkafeld“ und der Kaserne in Oberwart. Dass es zu diesen Neubauten kam, war ein besonderes Verdienst des damaligen Verteidigungsminister Carl Vaugoin, der nicht nur dem Spatenstich der Kaserne Pinkafeld am 21. Juli 1929 beiwohnte, sondern bei der Gelegenheit auch zum Ehrenbürger von Pinkafeld ernannt wurde.
Die beiden späteren Kasernenstandorte des Jägerbataillons 19 wurden nach ihrer Fertigstellung 1932 vom Feldjägerbataillon Nr. 2 des Bundesheeres bezogen, das man von Neusiedl am See ins Südburgenland verlegte. Diese Einheit setzte die Traditionslinie des k.u.k. Infanterieregiments 83 fort, wozu auch der oben beschriebene Denkmalbau 1934 wesentlich beitrug.
Der Anschluss Österreichs an das Deutsche Reich führte zum Bruch dieser Traditionslinie, denn das Feldjägerbataillon 2 verließ die südburgenländische Standorte und wurde als II. Abteilung dem Kavallerie-Schützen-Regiment 11, das zur 4. leichten Division gehörte, der späteren 9. Panzer-Division, eingegliedert.
In der Kaserne Pinkafeld erfolgte stattdessen eine kurzfristige Stationierung von Truppenteilen des Gebirgsjäger-Regiments 138, das zur 3. Gebirgs-Division gehörte. Danach diente die Pinkafelder Kaserne als Reservelazarett und ab 1944 als Kriegslazarett.
Nach dem Ende des Zweiten Weltkrieges dienten die beiden Kasernen des Südburgenlandes als Stützpunkte der sowjetischen Besatzungsmacht.

### Nachkriegszeit
Die Rote Armee nutzte die beiden südburgenländischen Kasernenstandorte bis 1955, dem Jahr der Unterzeichnung des Staatsvertrages.
Nach einer Renovierung der Kasernen rückten im November 1955 Einheiten der B-Gendarmerie in die nun freigewordenen Liegenschaften ein. Diese B-Gendarmerie trug ab Mitte 1955 die Bezeichnung Provisorische Grenzschutzabteilung und wurde 1956 offiziell in das Bundesheer des 2. Republik umgewandelt.
Am 1. Oktober 1956 rückten die ersten Einjährig-Freiwilligen des neuen Bundesheeres ein, zwei Wochen später, am 15. Oktober, folgten ihnen in ganz Österreich 13.000 Präsenzdiener, darunter auch welche in den Kasernen Pinkafeld und Oberwart.
Bereits zehn Tage nach dieser Einberufung musste ein Teil des Kaderpersonals zur Sicherung der Staatsgrenze, bedingt durch den Ungarischen Volksaufstand, abrücken, während der Rest die Ausbildung der Jungmänner weiterführte. Im Zuge dieser Krise kam es auch zur Verlegung von 40 Mann der Gendarmerieschule Wien in die Jägerkaserne nach Pinkafeld.

### Aufstellung des Jägerbataillons 19
Im Jahre 1957 erfolgte die erstmalige Aufstellung des Jägerbataillons 19 mit den Standorten Pinkafeld und Oberwart. Anfang der 1960er-Jahre kam als weiterer Standort Güssing hinzu. In dieser Zeit erfolgte auch die Umbenennung der Kasernen:
- Turba-Kaserne (Pinkafeld), benannt nach Josef Turba
- Sporck-Kaserne (Oberwart), benannt nach Johann von Sporck
- Montecuccoli-Kaserne (Güssing), benannt nach Raimondo Graf Montecuccoli

Am 11. Juli 1967 fasste der österreichische Ministerrat den Entschluss auf die Vorgänge rund um den Befreiungsausschuss Südtirol, der für mehrere Bombenanschläge in Südtirol verantwortlich zeichnete, Einheiten des Bundesheeres an die österreichisch-italienische Grenze zu verlegen. Das Jägerbataillon 19 verbrachte im Rahmen dieses Assistenzeinsatzes insgesamt sechs Wochen im Herbst 1967 in Osttirol, wobei der Kommandant der 2. Kompanie bei einem Alpinunfall in Kartitsch ums Leben kam.

### Umwandlung in Landwehrstammregiment 13

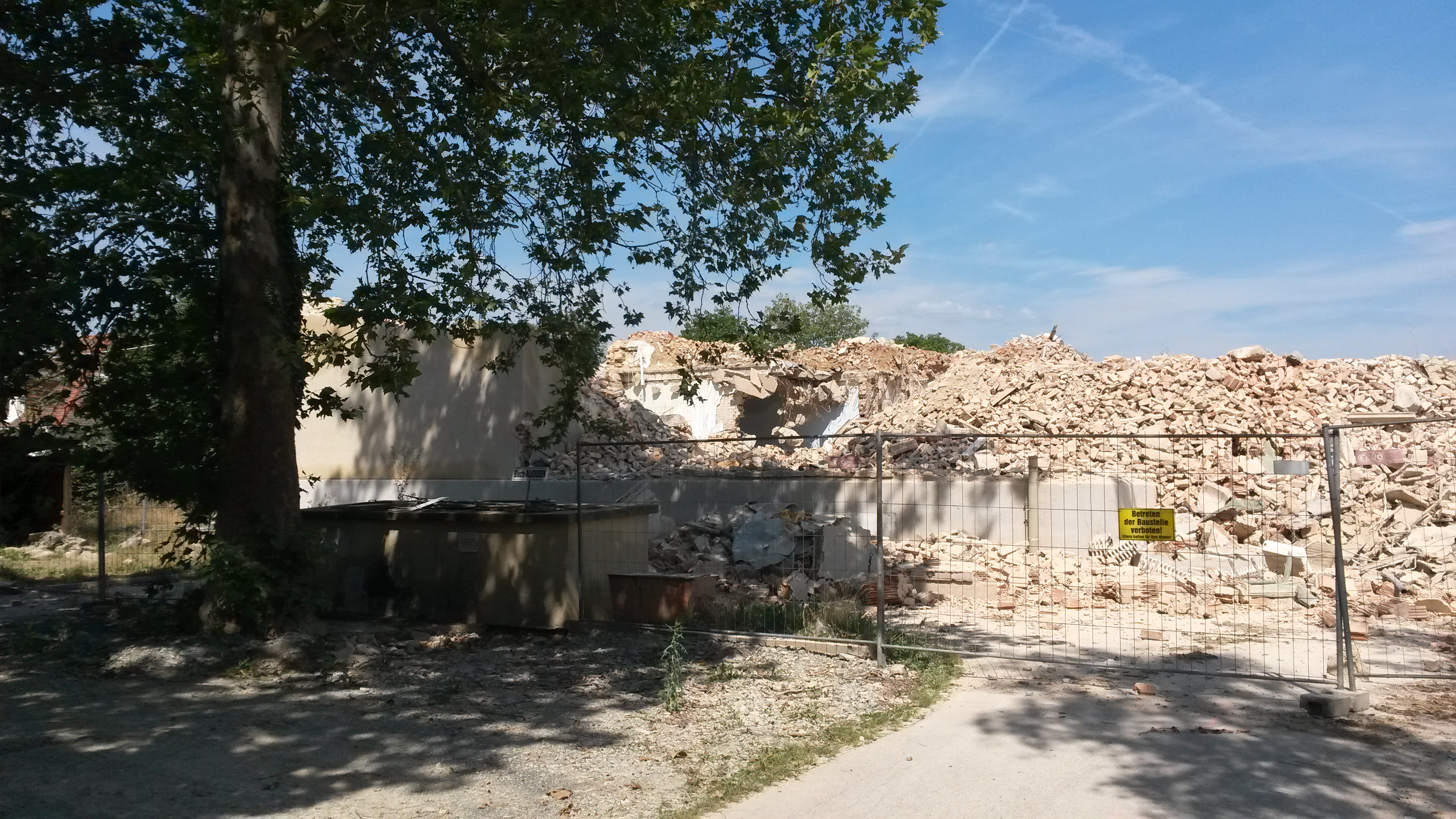
Nach dem Verkauf der Turba-Kaserne Pinkafeld wurden einige Gebäude abgerissen um Platz für zivile Bauten zu schaffen (2015).

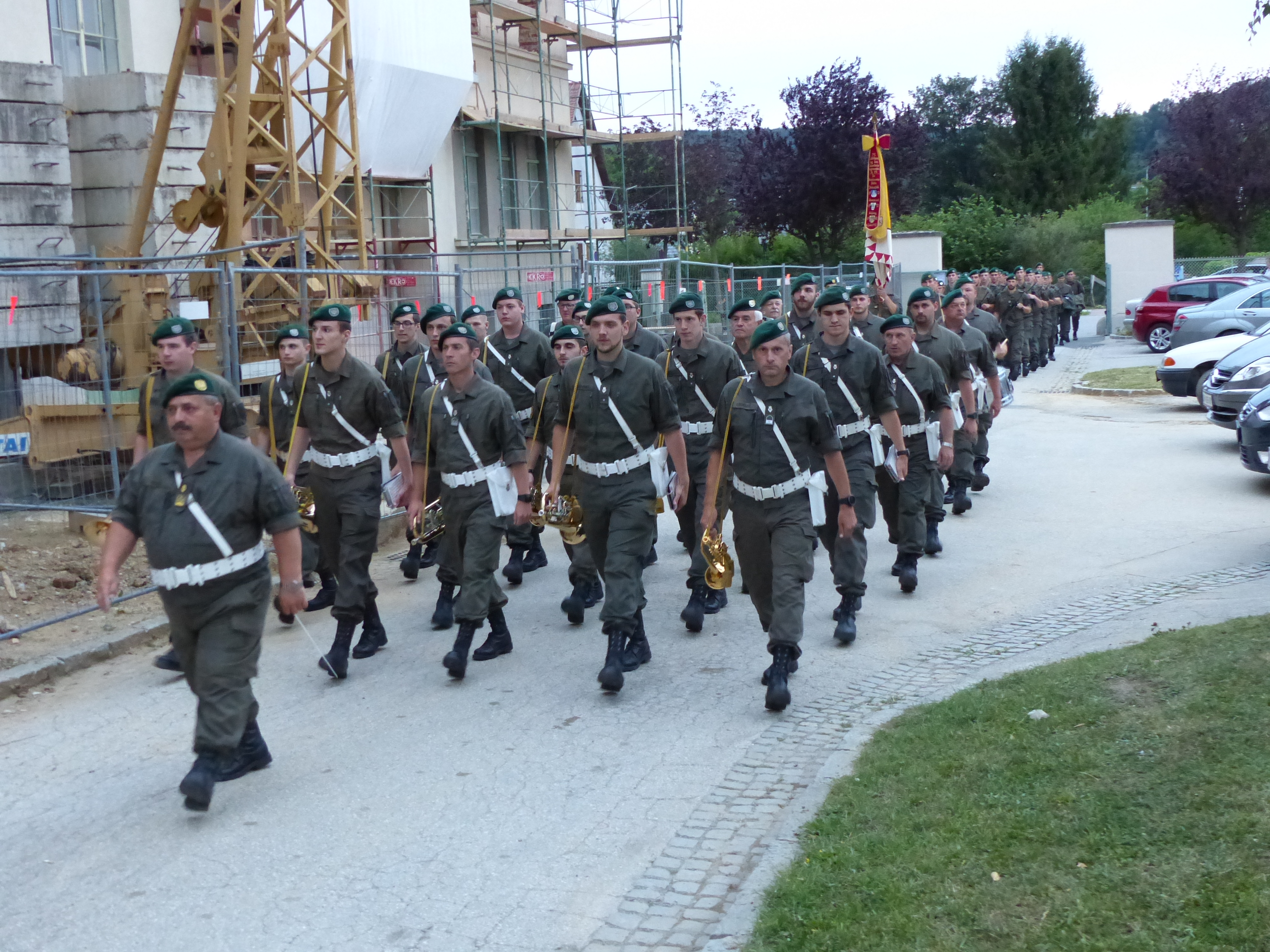
Eine Abordnung des Jägerbataillons 19 und die Militärmusik Burgenland im Rahmen eines Zapfenstreiches auf dem ehemaligen Kasernengelände in Pinkafeld (2017).

Mit der Heeresgliederung 1978, welche die sogenannte Spannocchi-Doktrin (das nach dem österreichischen General Emil Spannocchi benannte Raumverteidigungskonzept) zugrunde lag, erfolgte die Umgliederung der Jägerbataillone in Landwehrstammregimenter.
Das Jägerbataillon 19 wurde aufgrund dieser Reform in das Landwehrstammregiment 13 umgewandelt und war nun für die Ausbildung, die Materialerhaltung und die Mobilmachung der Jägerbataillone 1, 2 und 3 (mobile Landwehr), der Jagdkampfbataillone 511 und 512 sowie zweier ortsgebundener Sperrkompanien verantwortlich.

### Neuerliche Aufstellung des Jägerbataillons 19
Mit dem Ende des Warschauer Paktes wurde dieses ressourcenintensive Verteidigungskonzept als obsolet angesehen und es kam zu einer Redimensionierung des Österreichischen Bundesheeres. Für die Kompanien der drei südburgenländischen Garnisonen hatte dies zur Folge, dass ihre Einheit wieder die alte Bezeichnung Jägerbataillon 19 erhielt.
Auch das neue Jahrtausend brachte für das Bundesheer weitere Reformen und Sparprogramme. Im Rahmen der Bundesheerreform 2010 wurde das Ziel verfolgt, die Anzahl der Liegenschaften, die das Österreichische Bundesheer nutzte, um rund 40 Prozent zu reduzieren. Für das Jägerbataillon 19 hatte dieses Vorhaben weitreichende Konsequenzen, denn die Umsetzung der Reform sah für das Bataillon vor, sämtliche Kompanien in der Kaserne Güssing zu konzentrieren. Die Montecuccoli-Kaserne wurde daher ab Dezember 2010 zu einer „Musterkaserne“ ausgebaut, während die traditionsreichen Standorte Pinkafeld und Oberwart aufgegeben und die dortigen Liegenschaften verkauft wurden.
Im Laufe des Jahres 2014 verließen die Kompanien die Pinkafelder Turba-Kaserne und die Oberwarter Sporck-Kaserne und übersiedelten in die fertiggestellte Montecuccoli-Kaserne in Güssing.
Auf den ehemaligen Bundesheerliegenschaften in Pinkafeld und Oberwart entstanden im Zuge der Nachnutzung unterdessen viele zivile Einrichtungen.
Die als Folge der Flüchtlingskrise 2015 eingeleitete Bundesheerreform 2016 brachte für das Jägerbataillon 19 eine Reihe von Veränderungen. Die Umwandlung der bisher vorgesetzten 3. Panzergrenadierbrigade in das Kommando Schnelle Einsätze brachte eine Neudefinition der Aufgaben der unterstellten Verbände mit sich:

„Der Verband ist rasch verfügbar und seine Soldaten sind spezialisiert auf den Einsatz im urbanen Gelände. Ihre Hauptaufgabe ist die Unterstützung der Abwehr terroristischer Bedrohungen und die Aufrechterhaltung der Sicherheit und Ordnung nach einer Terrorsituationen, in der mit den Sicherheitskräften nicht das Auslangen gefunden wird.“

Die Reform brachte außerdem durch die Aufstellung einer KPE-Kompanie (Kaderpräsenzeinheit), beginnend ab Juli 2016, eine Aufwertung der Bedeutung des Bataillons innerhalb des Österreichischen Bundesheeres mit sich.

### Personen

#### Kommandanten
- Oberst Thomas Erkinger
- Oberst Markus Höfler
- Oberst Christian Luipersbeck

#### Sonstige Persönlichkeiten
- Vizeleutnant Michael Gmeindl (* 1973), Politiker (FPÖ)

## Gliederung und Ausrüstung

### Gliederung
Das Jägerbataillon 19 gliedert sich in:
- Kommando
- Stabskompanie
- 1. Jägerkompanie
- 2. Jägerkompanie
- 3. KPE-Kompanie (Kaderpräsenzeinheit)
- Betriebsstaffel - Montecuccoli-Kaserne

Nachdem drei Jahre lang ein schwerer Granatwerferzug, ein Versorgungszug und ein verminderter Sanitätszug auf KPE-Basis dem Bataillon unterstellt waren, wurden diese KPE-Einheiten zwischenzeitlich auf einen einzigen Infanteriezug reduziert. Die Bundesheerreform 2016 führte dann aber dazu, dass die KPE-Kräfte auf Kompaniestärke aufgefüllt wurden und das Jägerbataillon 19 zum größten Arbeitgeber des Bezirkes Güssing aufstieg.

### Ausrüstung
Als Jägertruppe verfügt das Bataillon über sämtliche Standardinfanteriewaffen des Bundesheeres wie:
- Maschinengewehr 74
- Sturmgewehr 77
- Scharfschützengewehr 69
- Pistole 80
- Panzerabwehrrohr 66/79
- Schwerer Granatwerfer 86
- Panzerabwehrlenkwaffe 2000

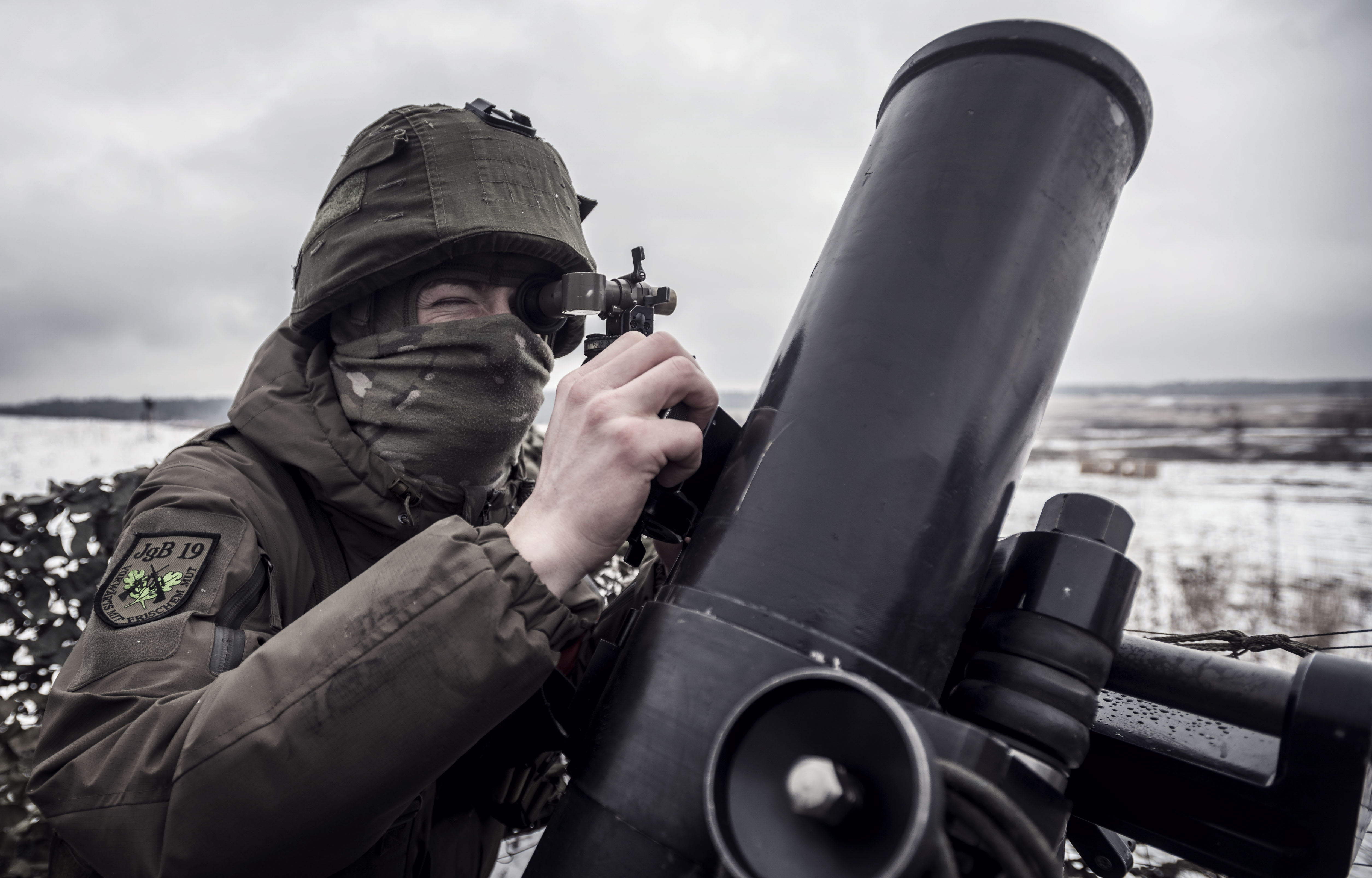
Ein Soldat des Jägerbataillons 19 bei der Justierung des schweren Granatwerfers 86.
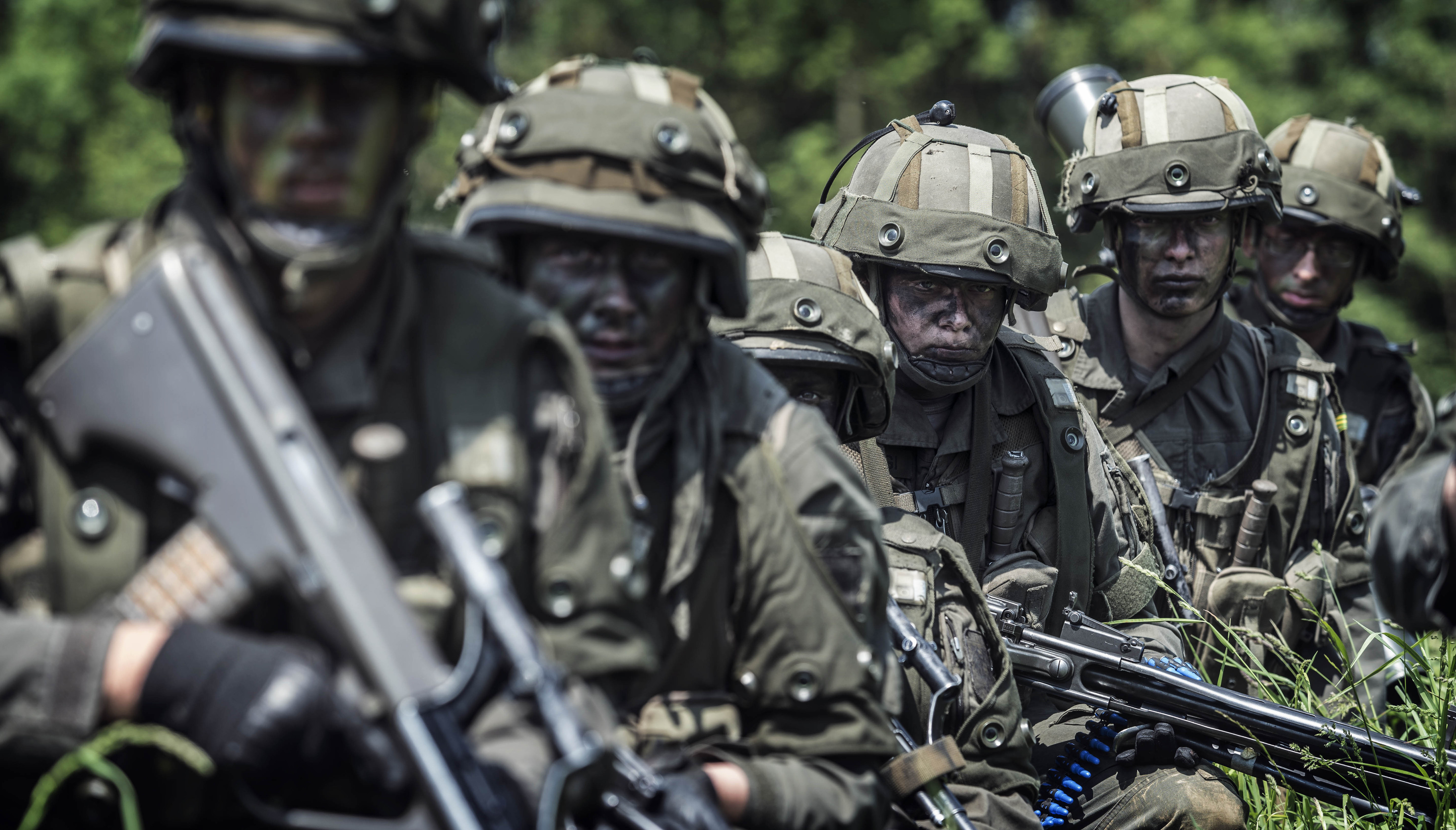
Eine Infanteriegruppe des Bataillons mit dem Maschinengewehr 74.
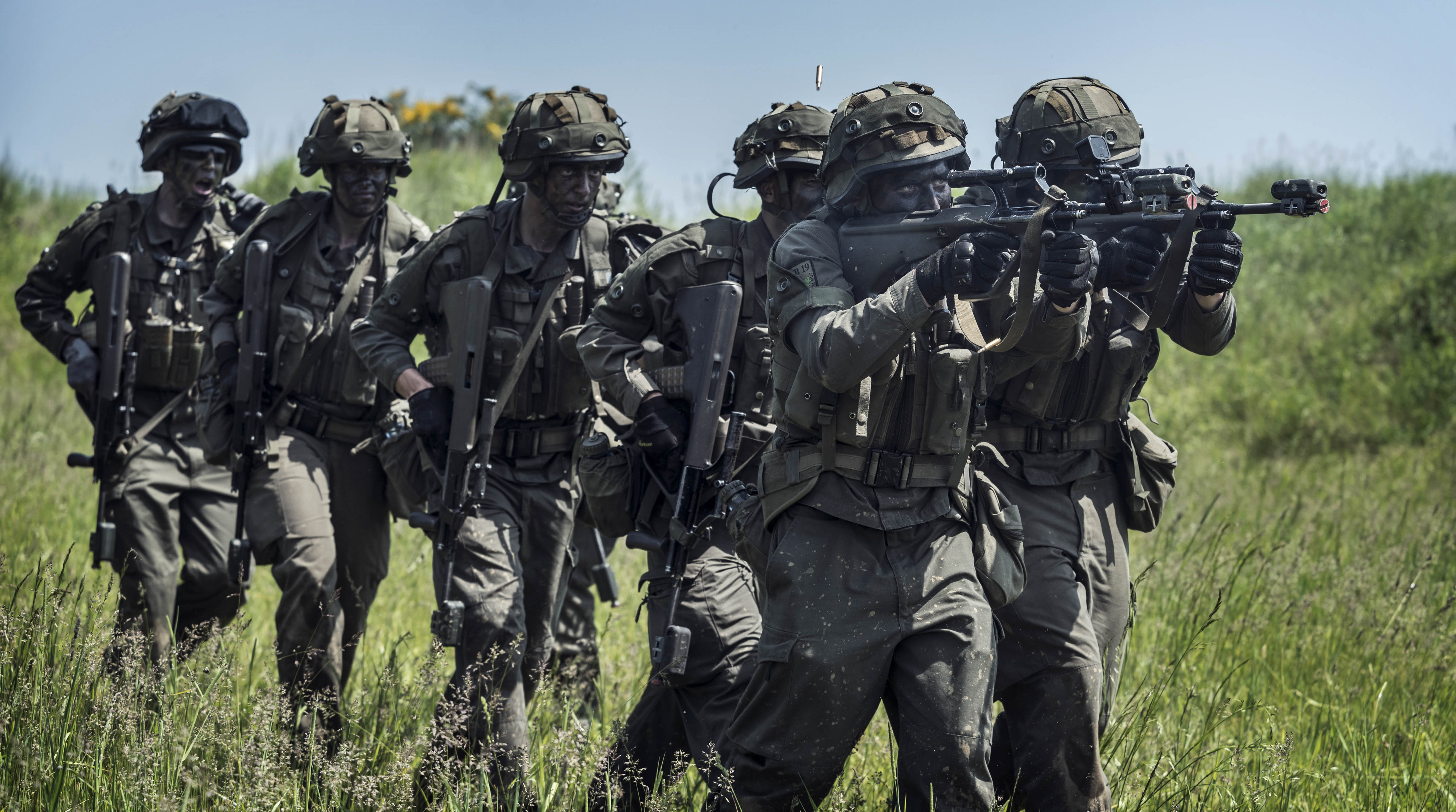
Soldaten des Jägerbataillons 19 mit dem Sturmgewehr 77.
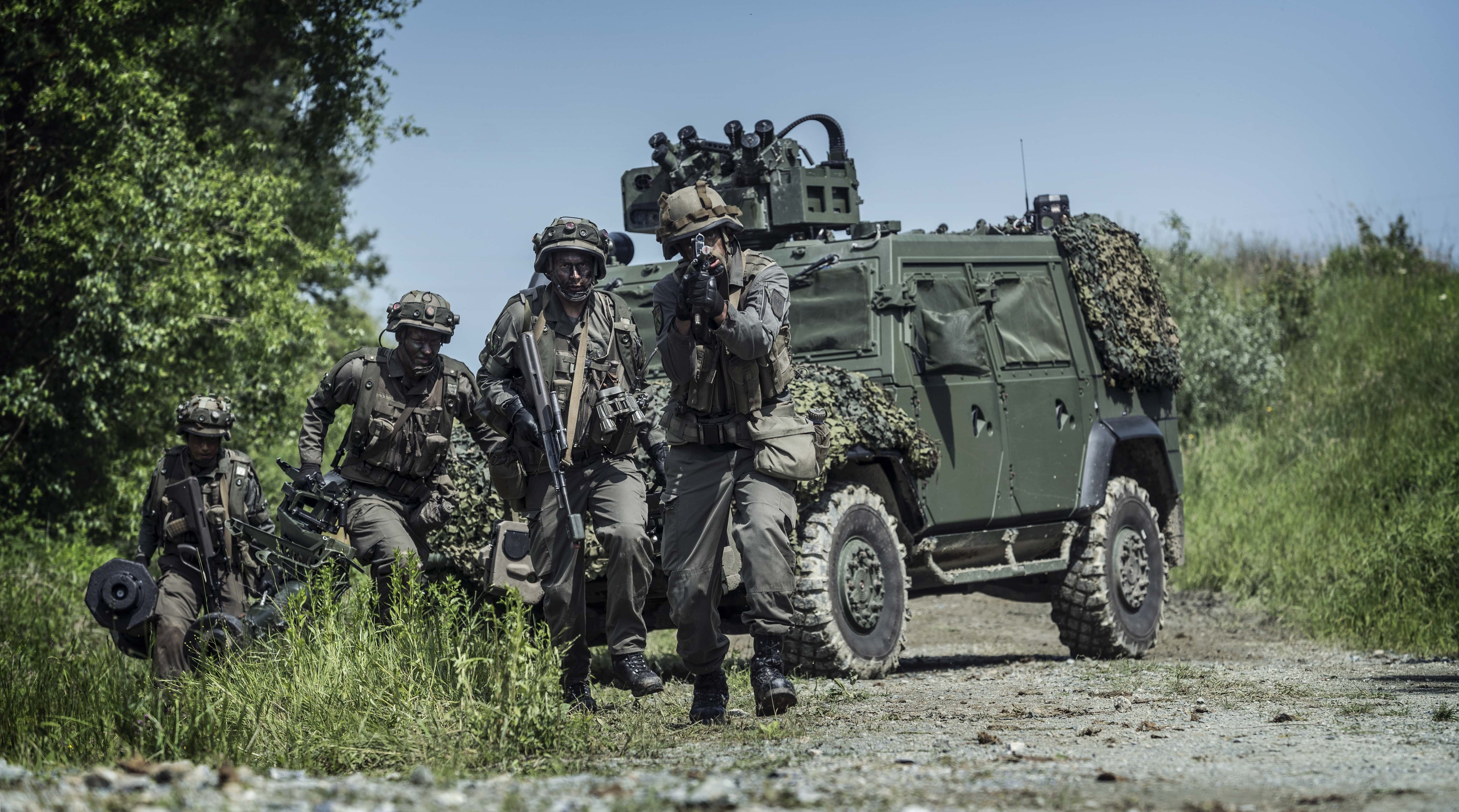
Einige Soldaten des Bataillons mit der Panzerabwehrlenkwaffe 2000, dahinter ein Iveco LMV „Husar“

## Einsätze
Die Soldaten des Jägerbataillons 19 waren bei vielen wichtigen Einsätzen des Bundesheeres dabei:
- Oktober 1956: Alarmierung und Grensicherungseinsatz aufgrund des ungarischen Volksaufstandes.
- 1967: Sicherheitspolizeilicher Einsatz in an der italienischen Staatsgrenze, um Terroranschlägen des Befreiungsausschusses Südtirol vorzubeugen.
- 1968: Alarmierung aufgrund der ČSSR-Krise.
- bis 2011: Beteiligung am Assistenzeinsatz Grenzraumüberwachung.
- Einsatz an den Grenzübergängen Spielfeld und Heiligenkreuz während der Flüchtlingskrise 2015.

Zudem wurden bereits Auslandseinsätze in Syrien, Zypern, Libanon, Kosovo sowie Bosnien und Herzegowina im Rahmen verschiedener Missionen der Vereinten Nationen absolviert.

## Partner
Das Jägerbataillon 19 hat folgende zivile Partner:
- Arbeiterkammer Burgenland
- Marktgemeinde Mogersdorf
- SOS-Kinderdorf

Militärischer Partner ist das Jägerbataillon Burgenland, ein Milizverband, der zwischenzeitlich dem Jägerbataillon 19 direkt unterstellt war, aber im Rahmen der Bundesheerreform 2016 dem Militärkommando Burgenland zugewiesen wurde.
Auch eine internationale Partnerschaft pflegt das JgB19 mit dem in Schwarzenborn (Knüll)  stationierte  Jägerregiment 1 , das zur Panzerbrigade 21 gehört.
Neben den rein militärischen Aufgaben hat das Jägerbataillon 19 in der Region auch repräsentative Pflichten zu erfüllen und arbeitet auch eng mit Organisationen wie dem Österreichischen Schwarzen Kreuz oder dem Österreichischen Kameradschaftsbund zusammen:

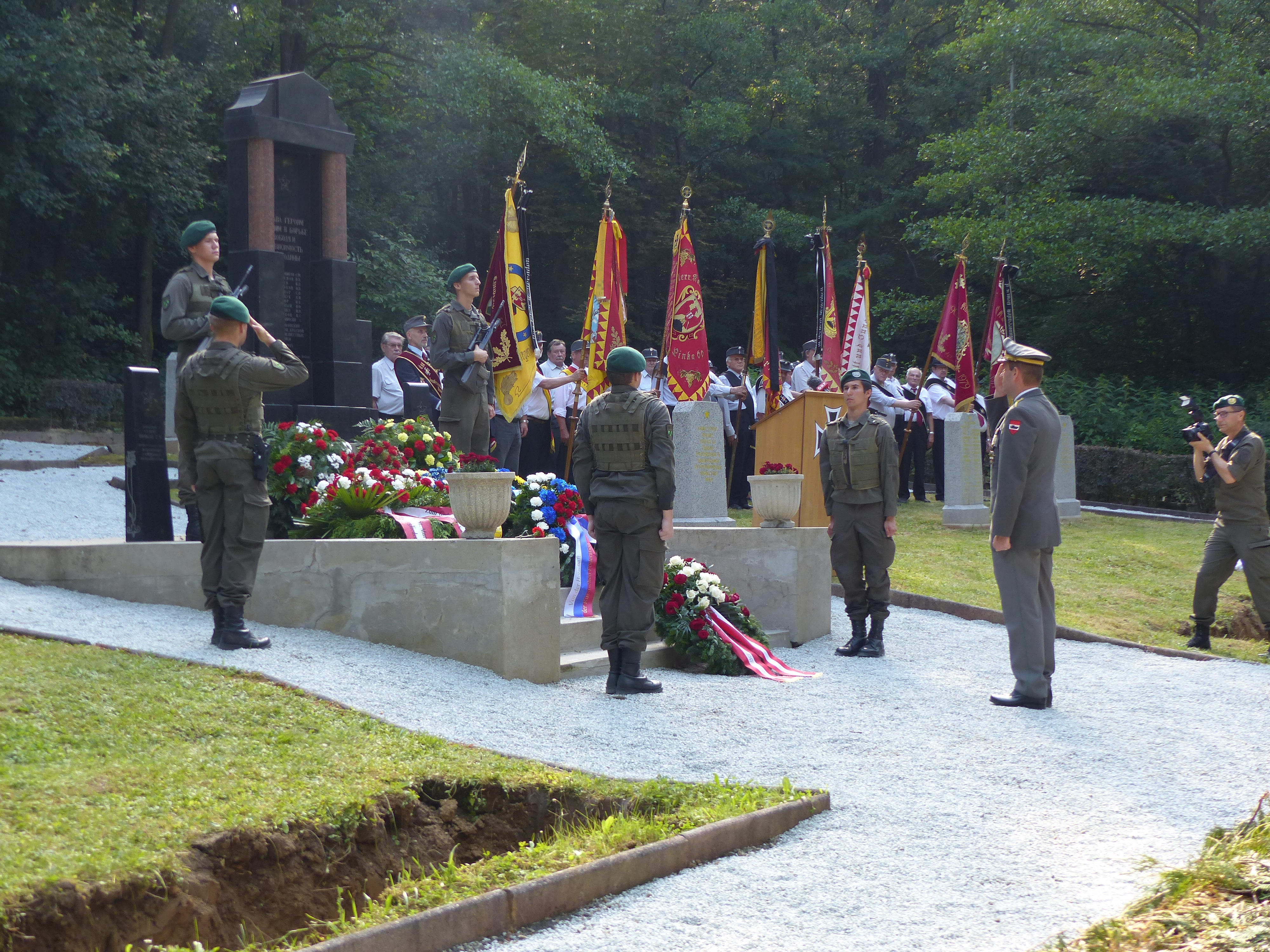
Kranzniederlegung durch Bataillonskommandant Oberst Thomas Erkinger auf dem sowjetischen Soldatenfriedhof in Oberwart.
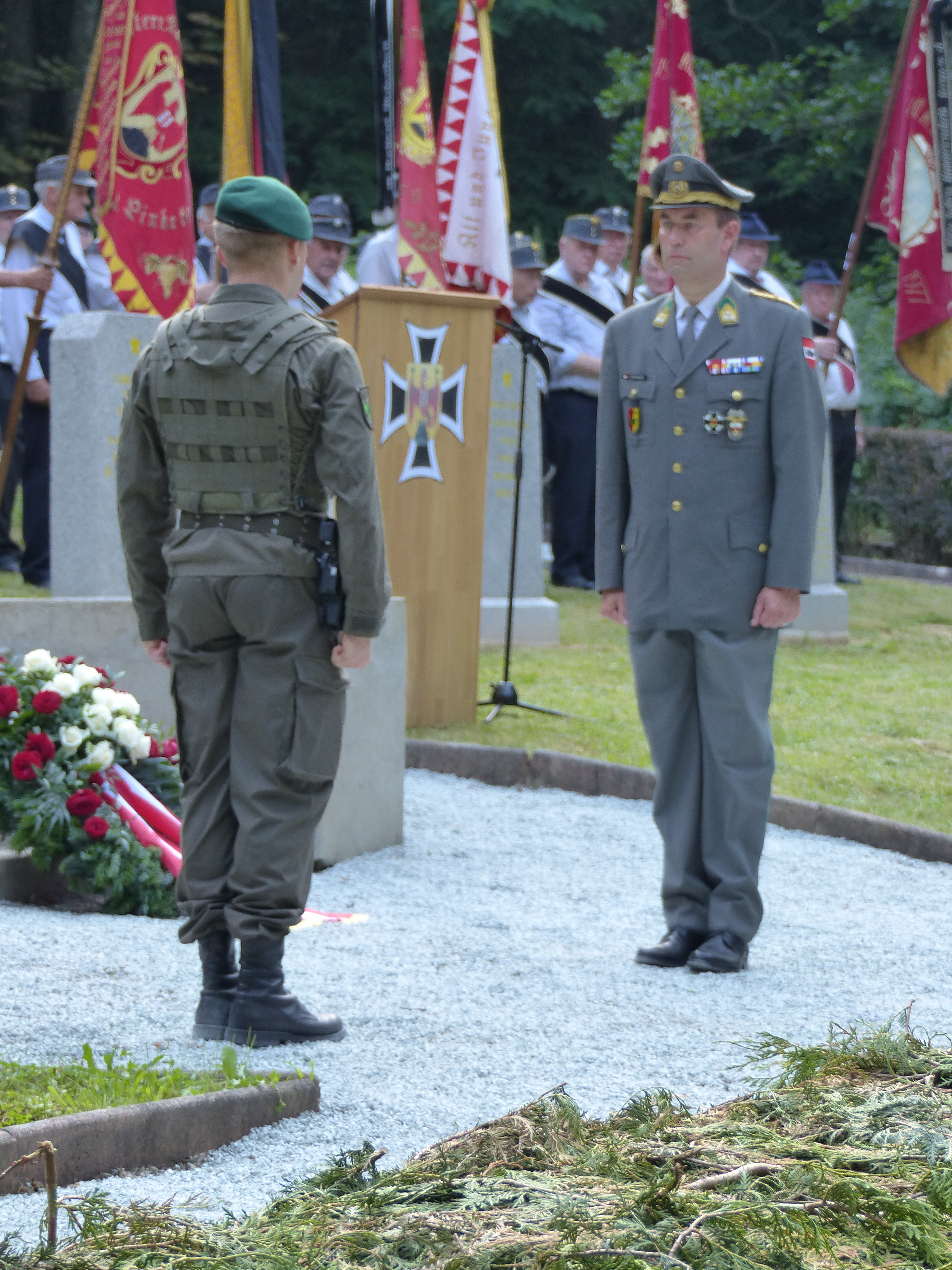
Meldung an Oberst Erkinger anlässlich einer Einbettung gefallener Sowjetsoldaten am 24. Juni 2016
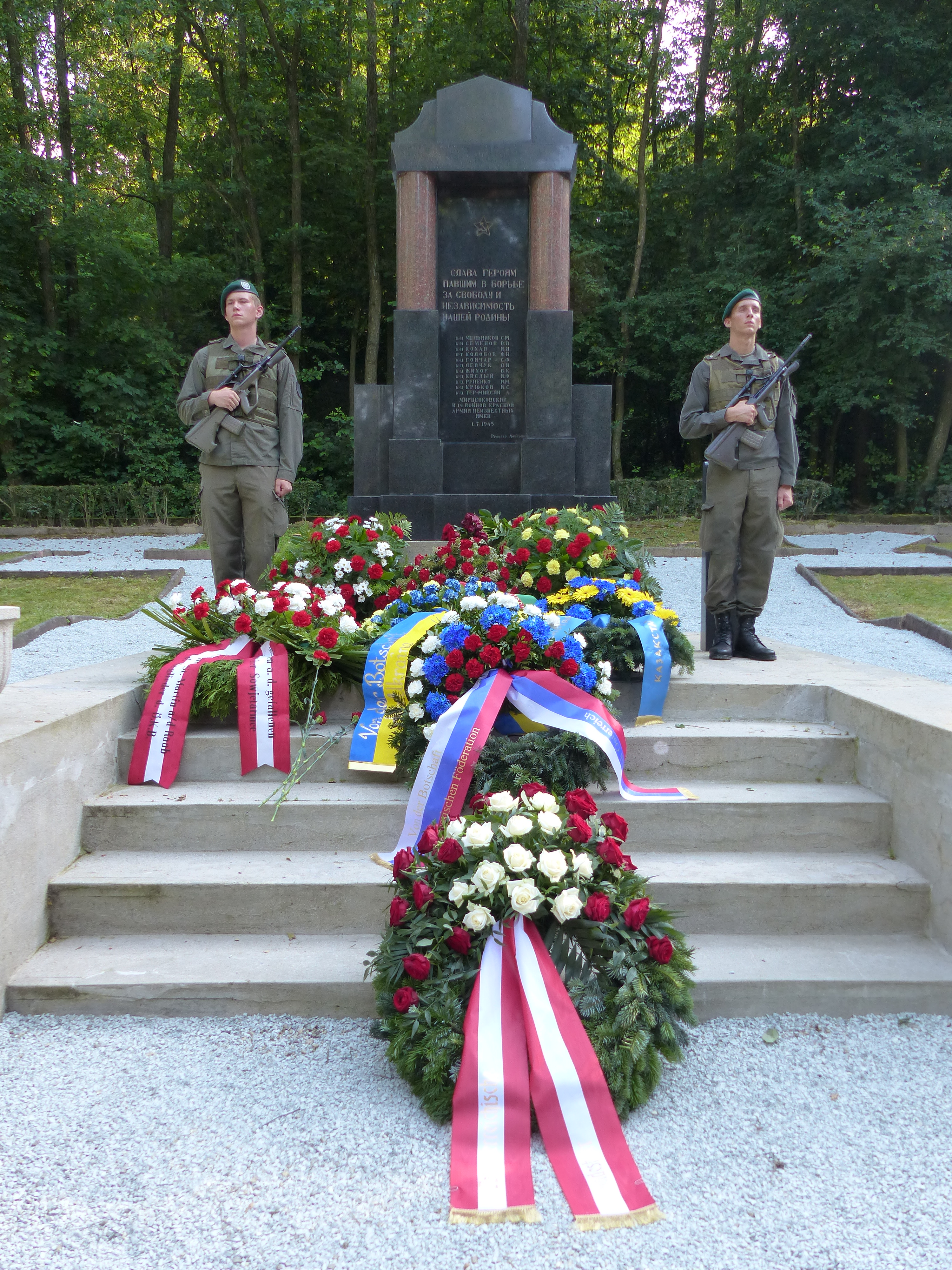
Ehrenwache des Jägerbataillons 19 ebenda.
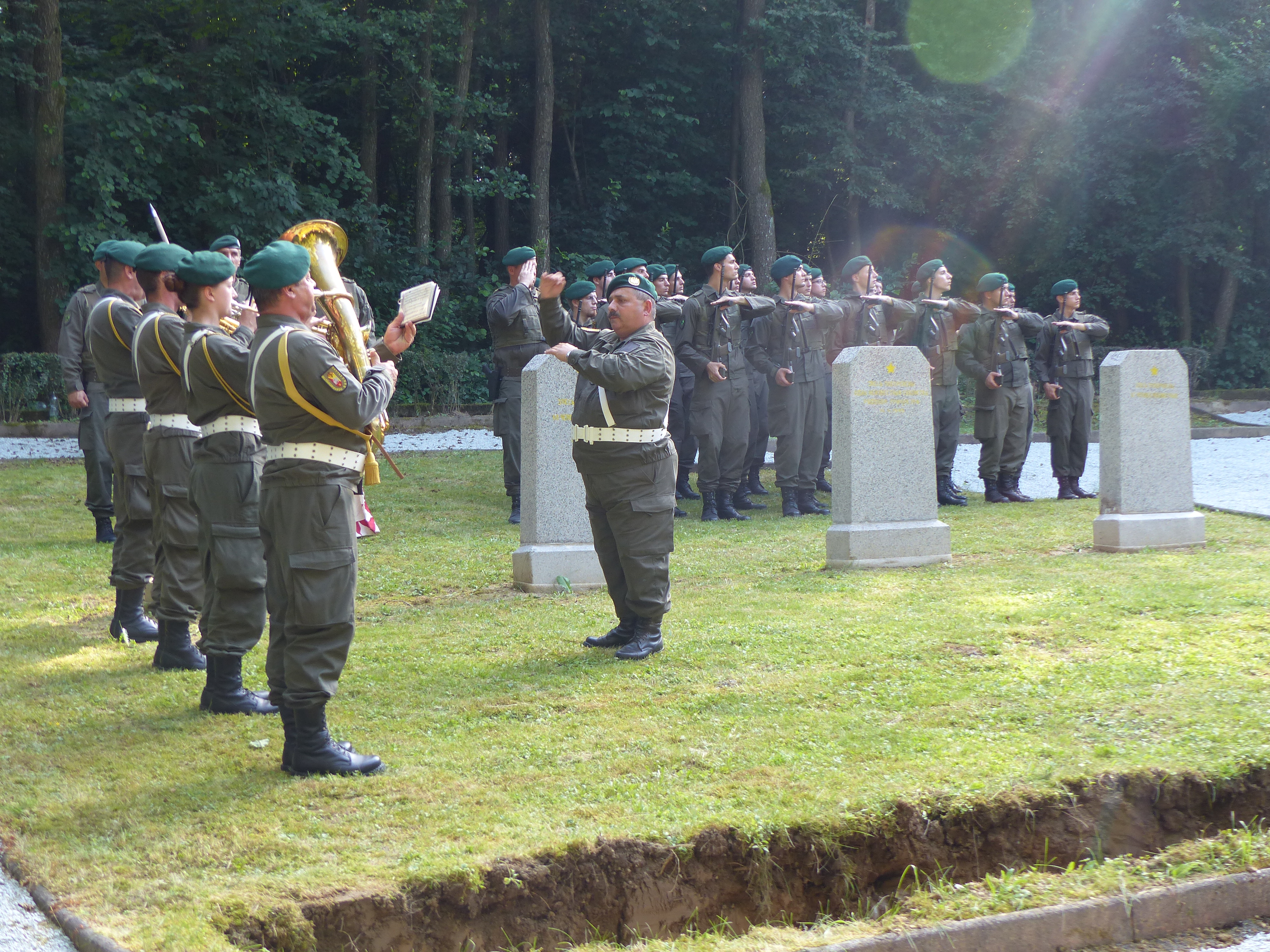
Militärmusik Burgenland, dahinter der Ehrenzug des Bataillons
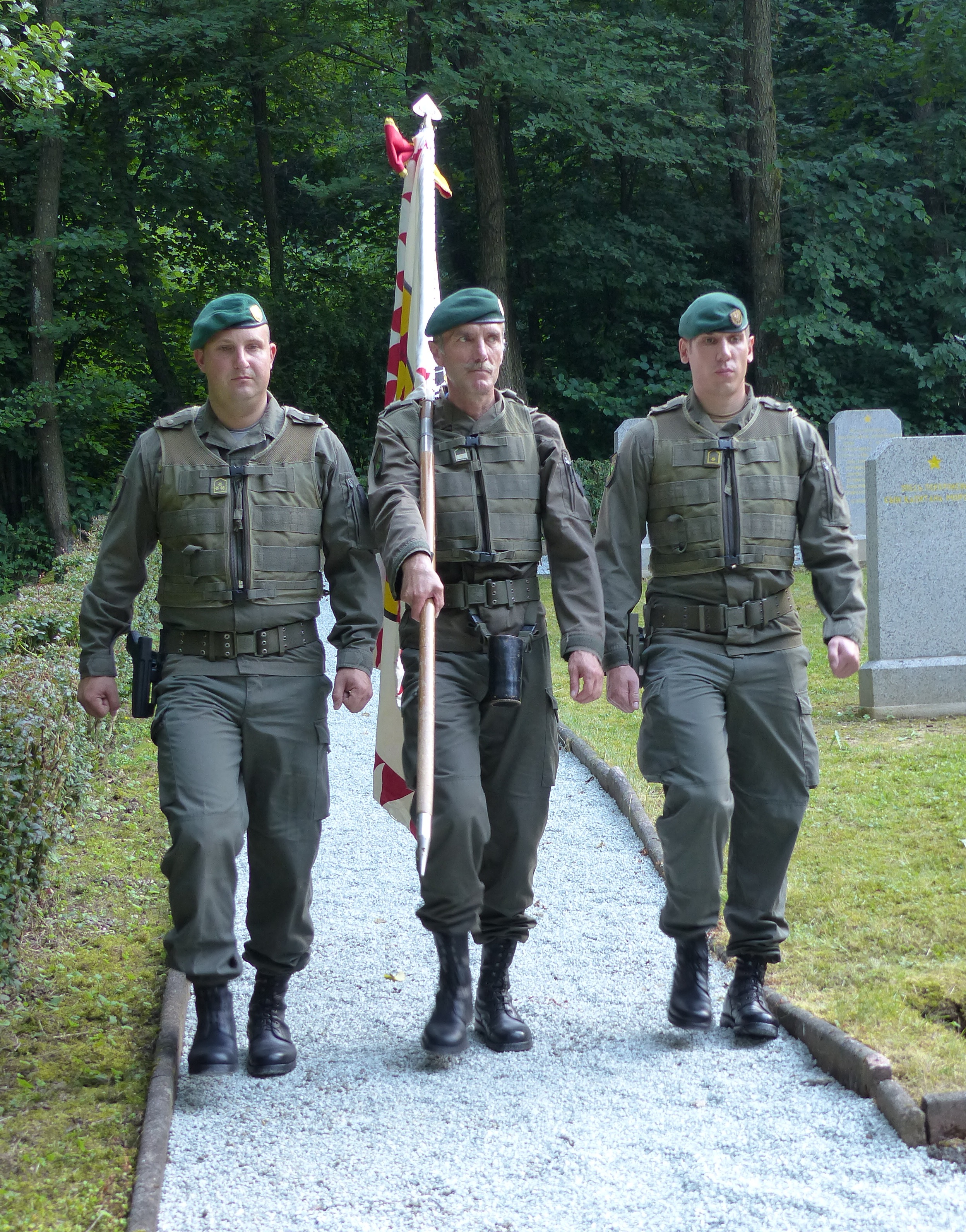
Soldaten mit der Bataillonsfahne